# Roberto Crippa
Roberto Crippa (Monza, 7 maggio 1921 – Bresso, 19 marzo 1972) è stato un pittore, scultore e aviatore italiano.

## Biografia

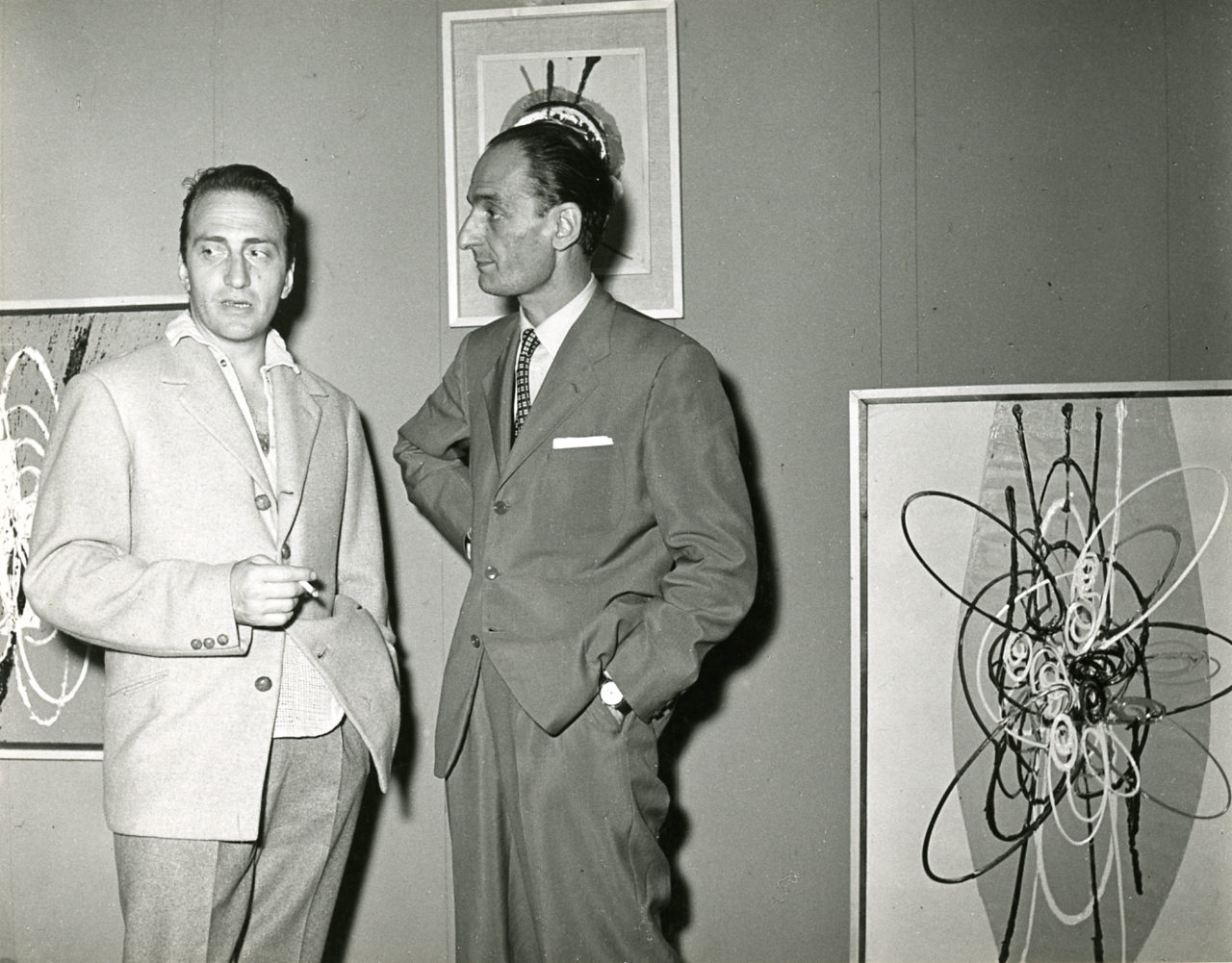
Roberto Crippa (a sinistra) in una mostra delle sue opere fotografato assieme a Sirio Musso da Paolo Monti negli anni cinquanta (Fondo Paolo Monti, BEIC)

Dopo aver cominciato a dipingere nel 1945, in stile figurativo con influenze cubiste vicine allo stile di Picasso, aderì al movimento spazialista con Lucio Fontana, Gian Carozzi, Giorgio Kaisserlian, Beniamino Joppolo, Milena Milani, Sergio Dangelo, Carlo Cardazzo, Cesare Peverelli.
Diplomatosi in arte nel 1947/1948 all'Accademia di Brera (dove incontrò Aldo Carpi, Carlo Carrà e Achille Funi), partecipò l'anno successivo alla Biennale di Venezia, ed espose opere alla Triennale di Milano. Di nuovo nel 1950, 1954 e 1956 fu presente alla Biennale e sempre nel 1950 espose a Trieste nel corso di una collettiva dal titolo Arte spaziale.
A seguito dell'amicizia con Lucio Fontana, fu uno dei firmatari del terzo "Manifesto dello Spazialismo" (Proposta di un regolamento) del 1950.
Nel 1951 partecipò anche al "Manifesto dell'Arte Spaziale".
L'opera di Crippa all'inizio degli anni cinquanta si incentrava attorno a serie di dipinti detti Spirali, di carattere geometrico e astratto: con il gesto geometrico quasi-circolare (ma mai perfettamente tondo) Crippa creava degli spazi involuti, da cui si generavano raggi che idealmente si proiettavano fuori dalla bidimensionalità della tela, in linea coi principi del "Manifesto" spazialista.
Divenuto noto anche all'estero per le sue opere, Crippa raggiunse New York, dove conobbe i surrealisti Max Ernst, Victor Brauner e Yves Tanguy, ed espose alla galleria di Alexander Iolas.
Le Spirali cambiarono, divenendo più pesanti, incisive ed involute, interlacciate tra di loro. Queste figure, sviluppate tra il 1954 e il 1956 vengono definite Totem.
Nel 1955 passò alla produzione di opere polimateriche, che popolarono una mostra personale presso la galleria del Naviglio di Milano. L'anno successivo l'ispirazione dei dipinti polimaterici venne sviluppata ulteriormente, con la produzione di opere in ferro, bronzo, acciaio ispirate al simbolismo primitivo. Con queste opere partecipò alla Biennale del 1958.
L'uso di materiali originali nel 1960 sfociò nella produzione di opere in amianto, sughero, carta di giornale e velina, unite con diversi materiali e colori. Le opere furono esposte in una mostra itinerante che raggiunse il Giappone, gli Stati Uniti e l'Australia.
Nel 1962 rimase vittima di un incidente di volo: Crippa era un appassionato di acrobazia aerea, tanto che nel 1971 fu invitato come rappresentativa italiana ai Campionati Mondiali di acrobazia aerea. L'incidente del '62 lo costrinse sulla sedia a rotelle per quasi un anno: ciò nonostante, partecipò con i suoi quadri a diverse esposizioni in Europa e Stati Uniti.
In questa fase Crippa passò a dipingere paesaggi (Landscape), con la tecnica polimaterica e con il consueto stile astratto. Sempre di questo periodo sono le amiantiti, non-dipinti realizzati con sottili fogli di amianto applicati su una tavola incisa.
Nel 1967 lo Stato della Rhodesia dedicò a Crippa un francobollo; l'anno successivo l'artista, pienamente ripresosi, partecipò alle Biennali di Venezia e di Mentone.
Negli anni Settanta Roberto Crippa si è occupato anche di arte postale (mail art). Una sua cartolina , indirizzata ad Eraldo Di Vita a Milano, è pubblicata anche sulla sua monografia.
Nel 1972, durante un volo di preparazione ai Campionati Mondiali l'aereo di Crippa precipitò nei dintorni dell'aeroporto di Bresso, uccidendo l'artista e il suo allievo Piero Crespi.
L’artista riposa presso il Cimitero Monumentale di Milano, in una tomba progettata da lui stesso sormontata da una sua scultura.

## Riconoscimenti
- Nel 1976 è stato istituito il Trofeo Roberto Crippa dedicato all'acrobazia di precisione.[1]
- La sua città natale e Roma gli intitolano una via.